# غاسول
غاسول گیاهی است علفی که ارتفاع آن به ۶۰ سانتیمتر هم می رسد.ریشه گیاه به رنگ قهوه‌ای مایل به قرمز و برگ‌های آن بزرگ و به شکل بیضی و گل‌های آن گلی رنگ و کاسه آن دارای لوله‌هایی با خطوط قرمز است.میوه گیاه دارای دانه‌هایی به رنگ قرمز است.